# Kabinet-Gusenbauer
De Oostenrijkse regering-Gusenbauer werd op 11 januari 2007 beëdigd. De regering viel in juli 2008, waardoor nieuwe verkiezingen noodzakelijk waren. De SPÖ en ÖVP vormden na de verkiezingen wederom een nieuwe regering, onder leiding van Werner Faymann. Deze regering werd op 2 december 2008 beëdigd.
| Functie                                                   | Persoon                                                                         | Partij | Staatssecretaris |
| --------------------------------------------------------- | ------------------------------------------------------------------------------- | ------ | --- |
| Bondskanselier en minister van Sport                      | Alfred Gusenbauer                                                               | SPÖ    | Kanseliersdepartement : Heidrun Silhavy (SPÖ)(11 januari 2007 - 30 juni 2008) Andreas Schnieder (SPÖ) sinds 1 juli 2008 Sport: Reinhard Lopatka (ÖVP) |
| Vicekanselier en minister van Financiën                   | Wilhelm Molterer                                                                | ÖVP    | Financiën: Christoph Matznetter (SPÖ) |
| Minister van Buitenlandse en Europese Zaken               | Ursula Plassnik                                                                 | ÖVP    | Europa/EU: Hans Winkler |
| Minister van Onderwijs, Kunst en Cultuur                  | Claudia Schmied                                                                 | SPÖ    | — |
| Minister van Transport, Innovatie en Technologie          | Werner Faymann                                                                  | SPÖ    | Infrastructuur: Christa Kranzl (SPÖ) |
| Minister van Binnenlandse Zaken                           | Günther Platter (11 januari 2007 - 30 juni 2008) Maria Fekter sinds 1 juli 2008 | ÖVP    | — |
| Minister van Vrouwenzaken, Media en Publieke Diensten     | Doris Bures (11 januari 2007 - 30 juni 2008) Heidrun Silhavy sinds 1 juli 2008  | SPÖ    | — |
| Minister van Volksgezondheid, Familie en Jeugd            | Andrea Kdolsky                                                                  | ÖVP    | — |
| Minister van Justitie                                     | Maria Berger                                                                    | SPÖ    | — |
| Minister van Landbouw, Bossen, Milieu en Water Management | Josef Pröll                                                                     | ÖVP    | — |
| Minister van Defensie                                     | Norbert Darabos                                                                 | SPÖ    | — |
| Minister van Sociale Zaken en Consumentenbescherming      | Erwin Buchinger                                                                 | SPÖ    | — |
| Minister van Economische Zaken en Werkgelegenheid         | Martin Bartenstein                                                              | ÖVP    | Werkgelegenheid: Christine Marek (ÖVP) |
| Minister van Wetenschap en Onderzoek                      | Johannes Hahn                                                                   | ÖVP    | — |

Renner · Figl I · Figl II · Figl III · Raab I · Raab II · Raab III · Raab IV · Gorbach I · Gorbach II · Klaus I · Klaus II · Kreisky I · Kreisky II · Kreisky III · Kreisky IV · Sinowatz · Vranitzky I · Vranitzky I · Vranitzky III · Vranitzky IV · Vranitzky V · Klima · Schüssel I · Schüssel II · Gusenbauer · Faymann I · Faymann II · Kern · Kurz I · Bierlein · Kurz II · Schallenberg · Nehammer · Stocker